# Kara śmierci w Wisconsin

Amerykański stan Wisconsin nie stosuje obecnie kary śmierci, ale też stanowi unikat na tle innych stanów, gdyż w swojej historii wykonał tylko jeden wyrok śmierci.
Wisconsin został przyjęty do Unii dnia 29 maja 1848 roku. Owym jedynym wyrokiem, jaki został wykonany, było powieszenie farmera Johna McCaffary'ego 21 sierpnia 1851 roku za zabójstwo jego żony, popełnione w hrabstwie Kenosha. Niedługo potem kara śmierci została zniesiona.